# ホボロ島
ホボロ島（ホボロじま）は、広島県東広島市安芸津町木谷にある無人島。

## 概要
豊田郡安芸津町（あきつちょう）に属していたが、2005年2月7日に安芸津町が東広島市に編入されたため、現在は東広島市に属している。地元でホボロと言われる竹かごをひっくり返したような形をしていることから、ホボロ島の名が付けられた。
地元では、嫁入りしてきたこの島が、松の木や周囲の島の励ましにもかかわらず、すこしずつやせ細っているという伝説があり、年々小さくなっている。昭和時代中期に国土地理院が発行した地形図によれば、昭和3年に発行された地図には島の高さは21.9mと標記されており、島名の由来になった「竹籠」のような小山であったが、21世紀初頭現在では満潮時に岩が顔をのぞかせるのみである。
この急速な景観の変化の原因が、島を構成する凝灰岩がワラジムシ目コツブムシ科のナナツバコツブムシによって生物侵食されているためであることが、広島大学名誉教授沖村雄二の調査により明らかになった。島は、2007年現在では高潮位時で6mに過ぎず、100年後には島自体が消滅してしまうとも言われている。